# Mayerhofbach
Der Mayerhofbach (auch Dorferbach, Dorfer Bach, Maierhofbach, Maierhofgraben und Meierhofbach) ist ein rechter Nebenbach der Gasteiner Ache in der Gemeinde Dorfgastein im österreichischen Bundesland Salzburg.

## Geografie

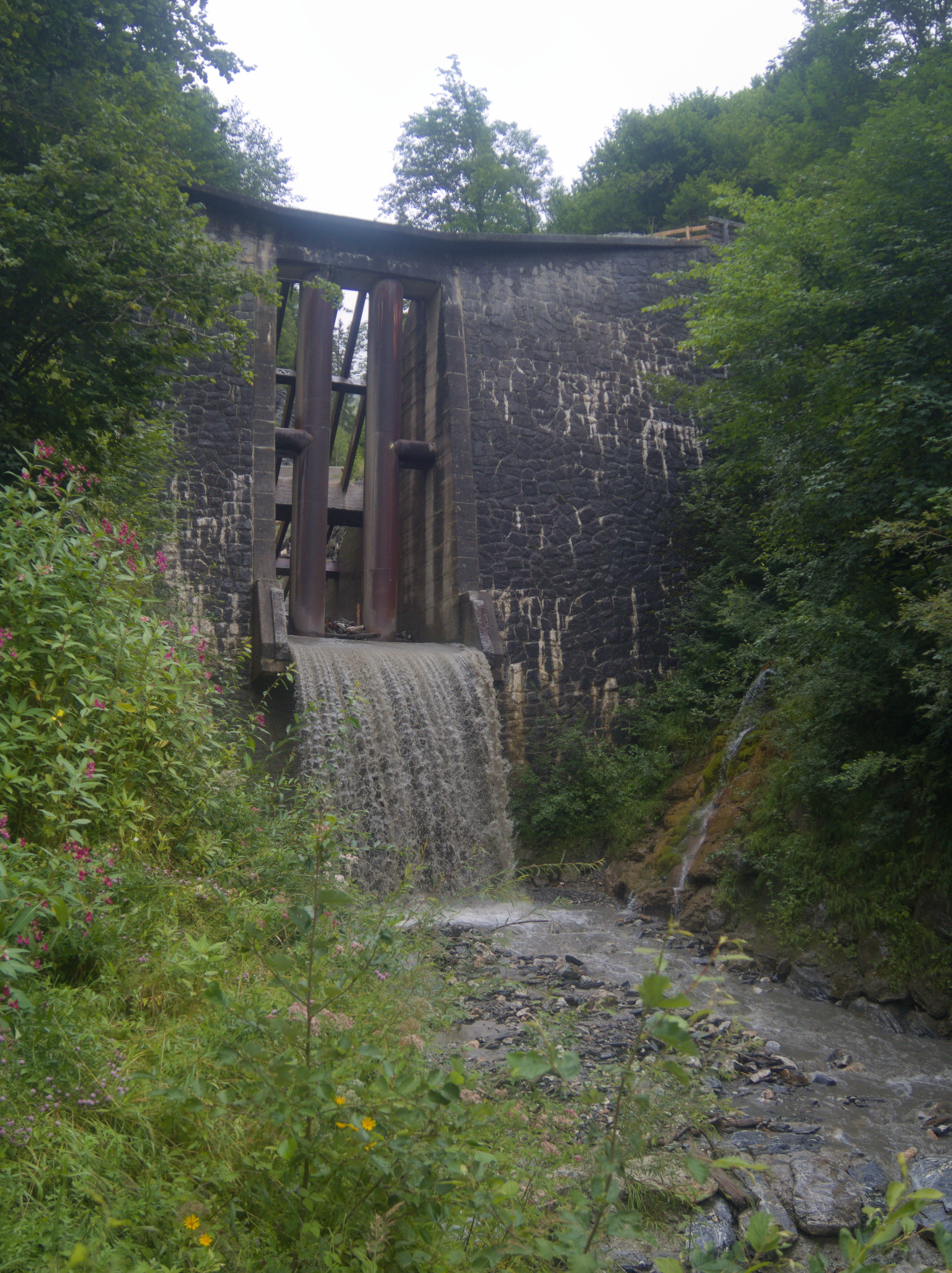
Wildbachsperre des Mayerhofbachs

Der Mayerhofbach entspringt auf einer Höhe von 1793 m ü. A. an den Berghängen des Kieserls in der Ankogelgruppe. Er weist eine Gesamtlänge von 4,4 km auf. Sein Einzugsgebiet ist 8,3 km² groß. Der Bach verläuft zunächst grob von Südosten nach Nordwesten. Er nimmt links den Lahnbach und rechts den Heumoosbach auf, dessen Einzugsgebiet sich auf 3,2 km² beläuft. Es folgt als rechtsseitiger Nebenbach der Reiterbach. Danach steht eine Wildbachsperre als Hochwasserschutz.
Nun fließt der Mayerhofbach grob von Nordosten nach Südwesten. In ihn mündet links der Gruberwaldbach. Am rechten Ufer des Mayerhofbachs erstreckt sich die Streusiedlung Bergl. Er fließt weiter durch das Dorf Mühlbach. Ihn queren die Fernradwege Ciclovia Alpe Adria und EuroVelo 7 sowie die Landesstraße B167 über die Dorferbachbrücke. Der Bach mündet schließlich auf einer Höhe von 818 m ü. A. rechtsseitig in die Gasteiner Ache.

## Geschichte
Das k.k. Ackerbauministerium legte 1887 einen Plan zur Wildbachverbauung des Mayerhofbachs vor, mit einem Kostenvoranschlag von 21.257 Gulden und 64 Kreuzern. Die Gemeinde Dorfgastein erklärte jedoch, nicht als Unternehmerin dieses Bauvorhabens auftreten zu können, da es vor Ort noch drei weitere gefährliche Wildbäche gäbe und die Gesamtkosten die Möglichkeiten der kleinen Gemeinde übersteigen würden.